# Lucklum
Lucklum è una frazione (Ortsteil) del comune di Erkerode, in Bassa Sassonia, Germania. Lucklum si trova ad ovest del gruppo collinare dell'Elm.

## Storia
Lo sviluppo del paesino  di Lucklum, menzionato per la prima volta in un documento come Lucgenheim nel 1051, è indissolubilmente legato all'ordine teutonico, che si stabilì qui intorno al 1260, fondando la Commenda di Lucklum.